# 崔恩順
崔 恩順（チェ・ユンスン、朝鮮語: 최 은순、英語: Eun-Soon Choi）は、北朝鮮出身の女子プロボクサーである。

## 来歴
- 2004年10月29日、上村里子戦でデビュー。
- 2005年3月30日、菊地奈々子に勝利。
- 6月28日、イボンヌ・ケイプルスとWBC女子初代ライトフライ級王座を争い、判定で王座を獲得。

しかし、防衛戦を行うことなく引退。

## 戦績
- 3戦3勝

## 獲得タイトル
- WBC女子世界ライトフライ級王座